# المازري
أبو عبد الله محمد بن علي بن عمر بن محمد التَّميمي المازَري، إمام المالكية في عصره، ومن المحدّثين المشهورين، بلغ درجة الاجتهاد، حتى سُمِّي «بالإمام». قال عنه القاضي عياض: «هو آخر المتكلمين من شيوخ إفريقية بتحقيق الفقه ورتبة الاجتهاد ودقّة النظر، لم يكن في عصره للمالكية في أقطار الأرض أفقه منه ولا أقوم بمذهبهم»، ووصفه الذهبي بوصف: «الشيخ الإمام العلامة البحر المتفنِّن». وُلد وعاش في المهدية الموجودة حاليًا في تونس، وتُوفي بها.

## حياته وطلبه للعلم
وُلد المازري في مدينة المهدية في المغرب (موجودة حاليًا في دولة تونس)، في حدود سنة 443 هـ، وقيل سنة 453 هـ الموافق 1061. والمازّري بفتح الزاي عند الأكثر وجوز كسرها جماعة، وهو إلى بلدة «مازَرَة» أو «مازر» جنوبي جزيرة صقلية. سَكَن مدينة المهدية في إفريقية (تونس حاليًا) منذ طفولته، وترعرع بها، وقد تلقّى تعليمه فيها، فدرس أصول الفقه والدِّين والحديث والفقه، كما تعلّم الطب حتى صار ممن يفتي فيه كما يفتي في الفقه كما قيل عنه.
طلب العلم على يد كبار علماء المغرب العربي في ذلك الوقت، أشهرهم أبي الحسن اللخمي، وعبد الحميد القيرواني المشهور بابن الصائغ وغيرهم من العلماء. وقد تصدّر لاحقًا للتدريس بالجامع الكبير في المهدية الذي بناه عبيد الله المهدي. لُقِّب في عصره «بالإمام»، وقد نقل أصحاب التراجم سببًا لهذا اللقب، وهو أنّ المازري رأى رؤيا في نومه، فقد رأى النبي محمد، فقال: يا رسول الله، أحقّ ما يدعونني برأيهم، يدعونني بالإمام؟ فقال له: وسَّعَ الله صدرك للفُتيا.

## تلاميذه
تتلمذ على يديه في المهدية عدد كبير من مشاهير المغرب العربي وعلمائه، أشهرهم محمد بن تومرت مؤسس الدولة الموحدية، والعالم أبو بكر بن العربي من الأندلس، وعلي بن الصاعد، وغيرهم. كما راسله عدد كبير من علماء عصره رغبوا بالأخذ عنه عن طريق الإجازة مثل ابن رشد والقاضي عياض وابن الفرس وابن أبي جمرة وابن الحاج وأبي بكر بن أبي العيش.

## ثناء العلماء عليه
1. ابن فرحون: «كان أحد رجال الكمال في وقته في العلم، وإليه كان يُفزع في الفتوى. وكان حسن الخُلُق، مليح المجلس أنيسه، كثير الحكايات وإنشاد قطع الشعر، وكان قلمه في العالم أبلغ من لسانه، لم يكن في عصره للمالكية في أقطار الأرض أفقه منه، ولا أقوم لمذهبهم».[5]
2. أحمد بن محمد المقري: «هو أحد الأئمة الأعلام المُشار إليهم في حفظ الحديث والكلام، عليه عمدة النُظَار وتُحفة الأمصار، المشهور في الآفاق والأقطار، حتى عُدَّ في المذهب إمامًا ومَلَك من مسائله زمامًا».[6]
3. ابن خلكان: «أحد الأعلام المشار إليهم في حفظ الحديث والكلام عليه».[7]

## مؤلفاته

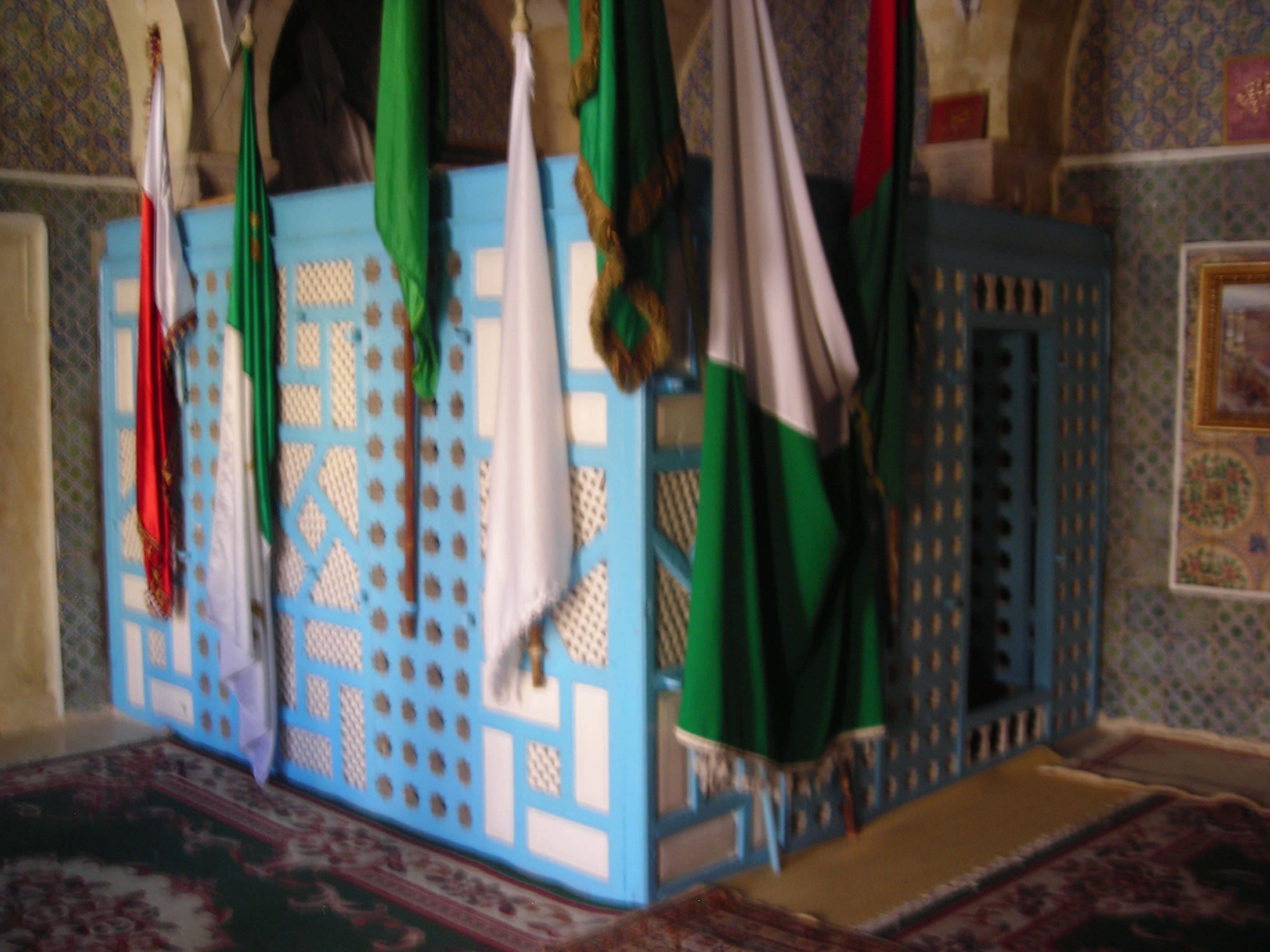
ضريح المازري في المنستير

كثُرت تآليف المازري في الفقه والأصول والأدب والعقيدة والحديث والطبّ وغيرها، كان منها:
1. المعلم بفوائد مسلم، وهو أوّل شرح وُضع لكتاب صحيح مسلم في الحديث.
2. المعين على التلقين، وهو شرح لكتاب «التلقين»، لعبد الوهاب المالكي، في الفقه المالكي.
3. إيضاح المحصول من برهان الأصول، وهو شرح لكتاب «برهان الأصول» لأبي المعالي الجويني في أصول الفقه.
4. نظم الفرائد في علم العقائد.
5. تعليق على مدونة سحنون بن سعيد التنوخي، في الفقه المالكي.
6. الكشف والإنباء عن المترجم بالإحياء، في نقد كتاب إحياء علوم الدين للغزالي.
7. أمالي على الأحاديث التي جمعها أبو بكر الجوزقي.
8. أمالي على رسائل إخوان الصفا.
9. النقط القطعية في الرد على الحشوية.
10. الواضح في قطع لسان النابح.
11. كشف الغطا عن لمس الخطا، في الفقه.
12. كتاب في الطب.
13. تثقيف مقالة أولي الفتوى وتعنيف أهل الجهالة والدعوى، وهو كتاب في باب القضاء.

## وفاته
تُوفّي يوم 18 ربيع الأول سنة 536 هـ وقِيل يوم 8 ربيع الأول الموافق 1141 في مدينة المهدية عن عُمُر 83 عامًا، ودُفن في المنستير في تونس، وأقيم على قبره مقامًا يزوره الزوّار.